# Robert Michaels
Robert Henry Kenneth Michaels (Bournemouth, 20 febbraio 1946) è un organista, direttore di coro e compositore inglese.
Nato a Bournemouth, ha studiato presso la Canford School, dove ha anche cominciato lo studio della musica con Anthony Brown. Si è laureato in letteratura inglese, musicologia e in germanistica. Al Conservatorio di Zurigo ha conseguito il diploma in Organo e Direzione corale, seguendo corsi di perfezionamento a Londra e all'Università di Cambridge, anche con Simon Preston. Negli anni '70 nel suo periodo italiano, ha scritto i testi del primo LP dei Circus 2000. Nel 1984 fonda la Scuola corale della cattedrale di Lugano insieme all'arciprete della Cattedrale di San Lorenzo (Lugano), monsignor Arnoldo Giovannini, e ne assume la direzione sin dall'inizio.